# Le Bateau sur l'herbe
Pour plus de détails, voir Fiche technique et Distribution.
Le Bateau sur l'herbe est un film français réalisé par Gérard Brach et sorti en 1971.

## Synopsis
Les amis David (Jean-Pierre Cassel) et Olivier (John McEnery) travaillent à modifier le bateau qui les mènera bientôt à l'aventure. Dans l'appartement qu'Olivier possède à Paris, David a emmené Eléonore (Claude Jade), une jeune fille qu'il connaît depuis peu. Olivier fait la connaissance d'Eléonore. Il veut faire plaisir à son ami, il ramène la jeune fille avec lui. Eléonore s'intègre dans la vie des deux hommes. David est tombé amoureux d'Eléonore. Olivier se moque : « Des filles comme Eléonore tu en trouveras plein. » Eléonore entend ces propos désobligeants à son endroit. Qu'est-elle donc exactement, elle ne le sait pas elle-même, mais Eléonore se promet de ne pas laisser passer l'injure. Dès que l'occasion se présente — quitte à la provoquer — Eléonore use de tout son charme pour séduire Olivier. Ses ressources sont nombreuses, mais elles n'auront pas d'emprise sur le jeune homme. Bien entendu, ce n'est pas ce qu'elle rapportera à David. Le bateau est terminé. On s'apprête à le baptiser. Eléonore fait éclater  le drame. David s'éloigne alors avec Eléonore. Lequel sera vainqueur ? L'amour entre David et Eléonore, ou la vieille amitié ?

## Fiche technique
- Titre : Le Bateau sur l'herbe
- Réalisateur : Gérard Brach
- Scénario : Roman Polanski, Gérard Brach
- Dialoguiste : Gérard Brach
- Musique : François Rabbath
- Photographie : Étienne Becker
- Son : Jean Charrière, Jean-Pierre Ruh
- Décorateur : Bernard Evein
- Assistant-réalisateur : Jean-Jacques Beineix
- Monteur : Claude Barrois
- Production : Jean-Pierre Rassam
- Cascade : Roland Urban (réglage percussion du bateau (Jaguar MKII))
- Sociétés de production : Cinetel, Simar Films, Vicco Films
- Directeur de production : Alain Coiffier
- Distributeur d'origine : Valoria Films
- Langue : français
- Format : couleur (Eastmancolor) - Son monophonique - 35 mm
- Genre : comédie dramatique
- Durée : 90 minutes
- Date de sortie : France - 16 avril 1971

## Distribution
- Jean-Pierre Cassel : David
- John McEnery : Olivier
- Claude Jade : Eléonore
- Valentina Cortese : Christine, la mère d'Olivier
- Paul Préboist : Léon
- Micha Bayard : Germaine
- Jean De Coninck : Jean-Claude, l'amant de Christine
- Pierre Asso : Alexis, un invité de Christine
- Jean-Louis Richard : Lagrève, un invité de Christine (non crédité)

## Distinctions
- Festival de Cannes 1971 : Gérard Brach sélectionné pour la Palme d'or

## Presse
L'Officiel de la Mode en dit[réf. nécessaire] :

« L'histoire est très simple : il s'agit de deux gens qui construisent un bateau pour aller croiser dans le pacifique. Mais c'est compter là sans l'intervention précisément de Claude Jade. Le jeu de la jeune femme est tout en finesse et en nuance. Il faut dire qu'elle a été à bonne et difficile école. François Truffaut avait fait d'elle la vedette de son dernier film et on sait quel soin ce dernier apporte à la direction d'acteurs. Auparavant encore Claude Jade avait été dirigée par Alfred Hitchcock, qui avait discerné en elle un tempérament artistique comparable à celui de Grace Kelly : tout en subtilité. Elle a ce charme qui attache durablement parce qu'il opère insidieusement. »